# Gunjur
Gunjur – miasto w Gambii; w jednostce administracyjnej Western Division; 14 tys. mieszkańców (2006). Dominuje przemysł spożywczy i włókienniczy.
W Gunjur działa niewielkie targowisko, jest tu też kilka sklepów i mała restauracja. Około 3 km od miasta znajduje się plaża Gunjur Beach, na którą codziennie przypływają pirogi rybackie po połowie.